# Surung Mersada
Surung Mersada is een bestuurslaag in het regentschap Pakpak Bharat van de provincie Noord-Sumatra, Indonesië. Surung Mersada telt 308 inwoners (volkstelling 2010).